# 姚劲波
姚劲波(1976年—)是一位中国企业家，58同城创始人兼董事长。

## 生平
1976年出生于湖南益阳，1999年毕业于中国海洋大学计算机应用及化学专业。毕业后进入中国银行山东分行，2000年辞职创建易域网，后被万网收购担任万网营销副总裁。2001年和李如彬，金鑫共同成立了教育培训公司学大教育。2005年12月12日创建生活信息分类网站58同城。2010年11月2日学大教育在美国纽约证券交易所上市。2013年58同城在美国纽约证券交易所挂牌上市。2018年2月24日，当选为第十三届全国人大代表。

## 财富
根据《福布斯》杂志显示，截止2019年3月，其个人净值为11亿美元。